# Трбовлє
Трбовлє, Трбовле (словен. Trbovljeⓘ) — міське поселення в общині Трбовлє, Засавський регіон, Словенія. 

## Географія
Місто розташоване на висоті 309,7 м.н.р.м., за 50 кілометрів на південний захід від столиці міста Любляна.

## Клімат
| Кліматограма Трбовлє | Кліматограма Трбовлє | Кліматограма Трбовлє | Кліматограма Трбовлє | Кліматограма Трбовлє | Кліматограма Трбовлє | Кліматограма Трбовлє | Кліматограма Трбовлє | Кліматограма Трбовлє | Кліматограма Трбовлє | Кліматограма Трбовлє | Кліматограма Трбовлє |
| --- | -------------------- | -------------------- | -------------------- | -------------------- | -------------------- | -------------------- | -------------------- | -------------------- | -------------------- | -------------------- | -------------------- |
| С | Л                    | Б                    | К                    | Т                    | Ч                    | Л                    | С                    | В                    | Ж                    | Л                    | Г                    |
| 49 3 −4 | 60 4 −4              | 70 9 0               | 92 14 4              | 106 18 8             | 121 22 12            | 122 24 14            | 111 24 14            | 112 18 10            | 99 14 7              | 100 9 3              | 72 4 −2              |
| Середня макс. і мін. температури повітря (°C) Атмосферні опади (мм), за рік : 1114 мм. Джерело: «Climate-Data.org» (англ.) |                      |                      |                      |                      |                      |                      |                      |                      |                      |                      |                      |

## Світлини

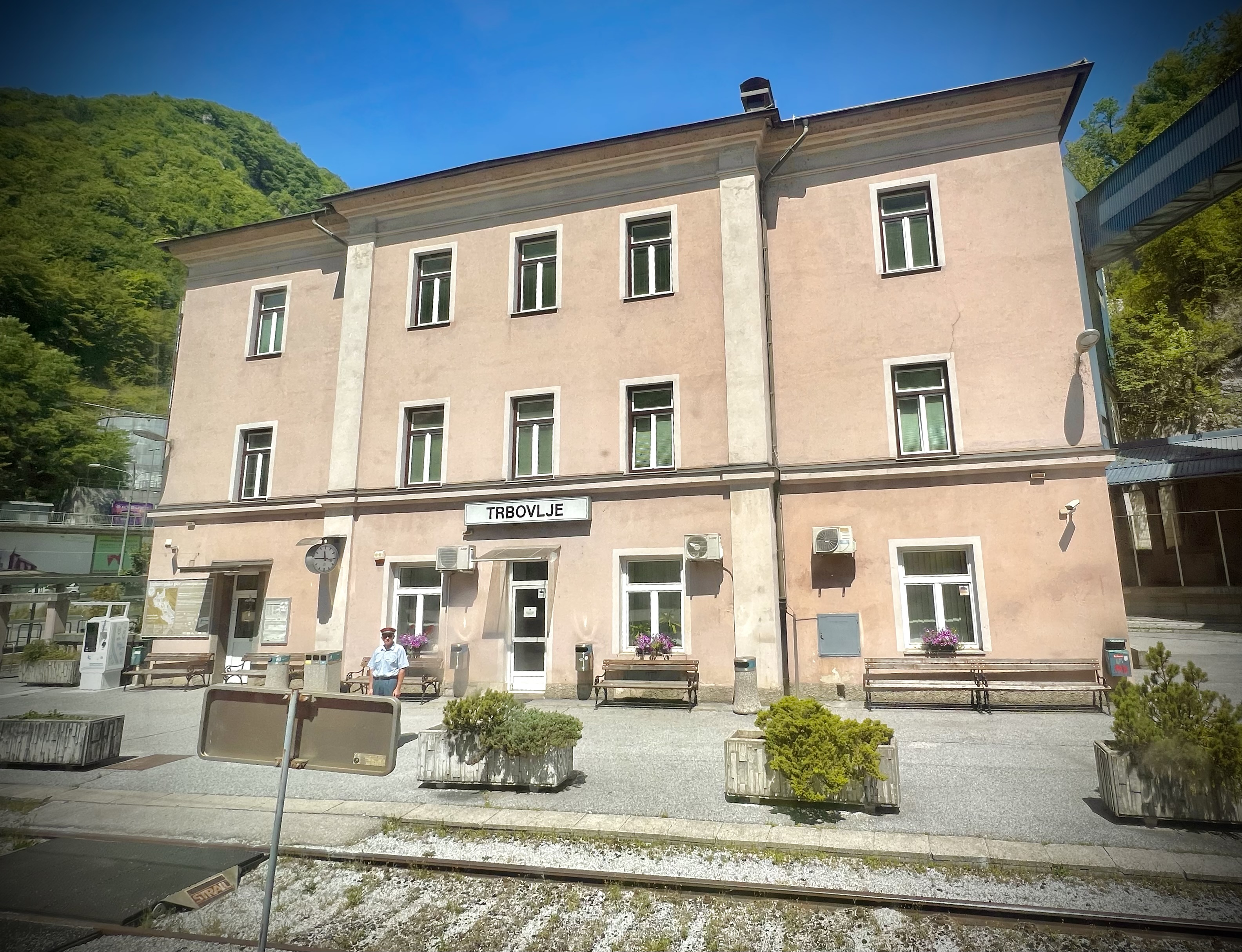
Залізничний двірець
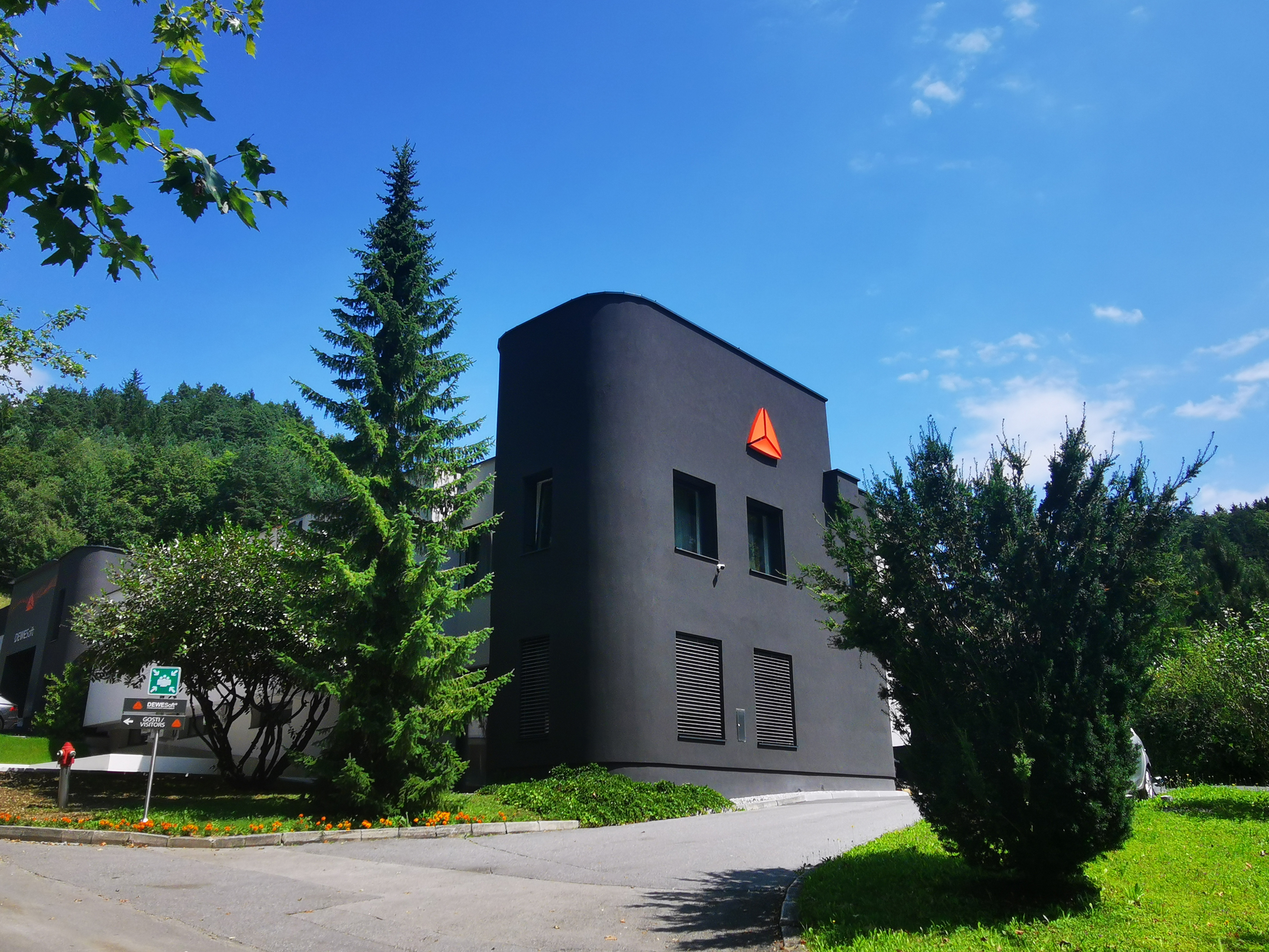
Офіс компанії «Dewesoft»
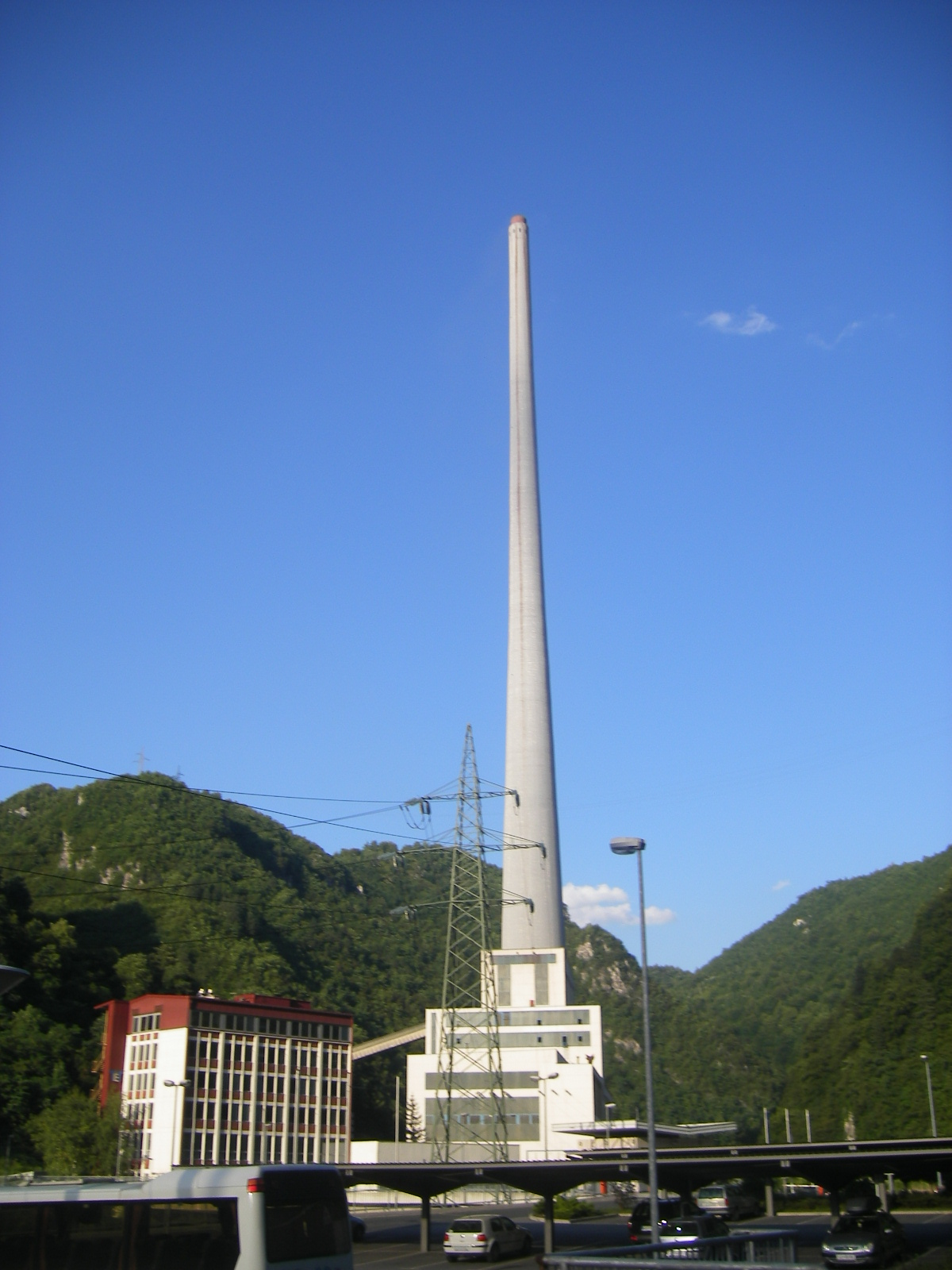
Електростанція
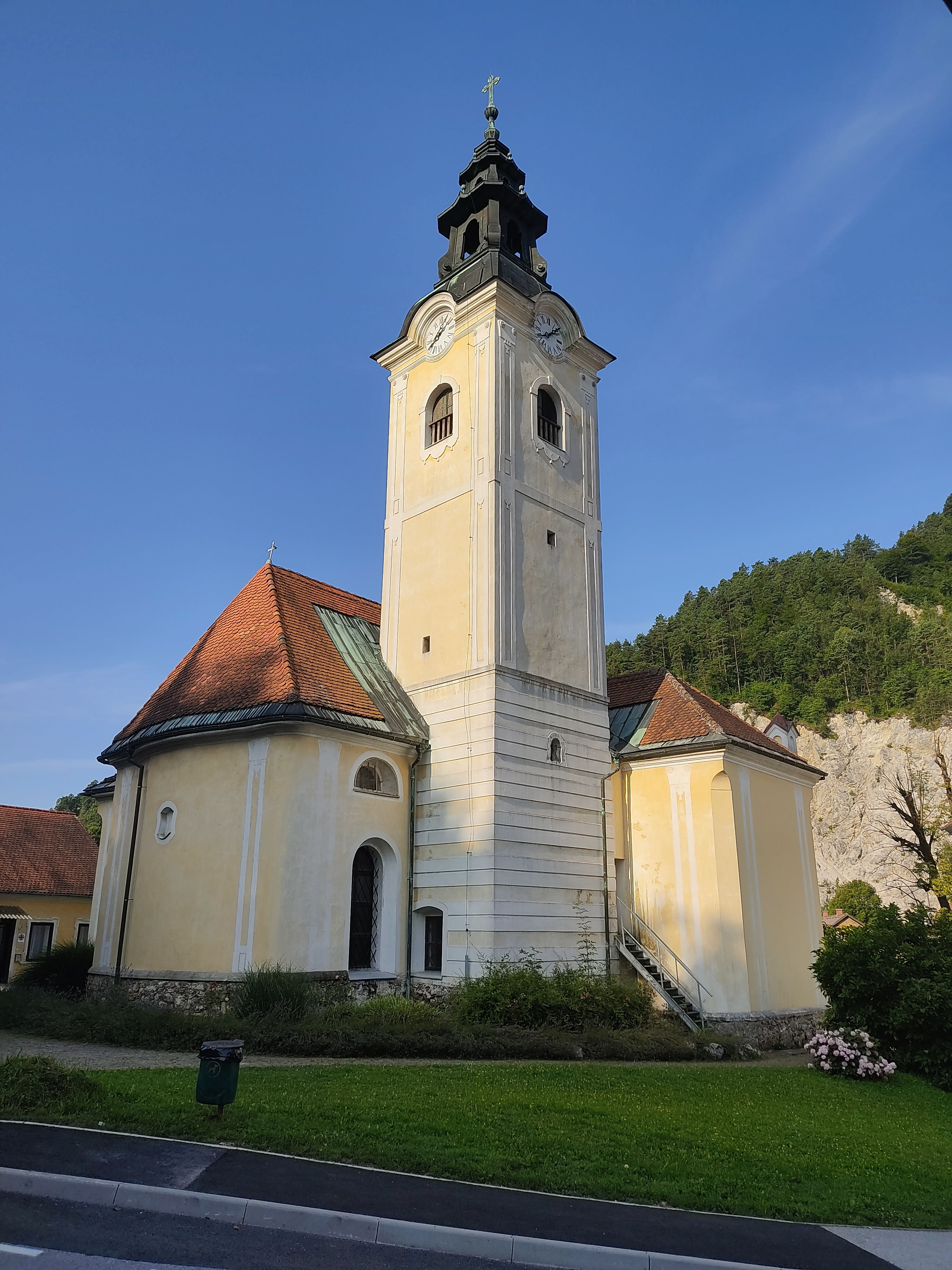
Костел св. Мартина
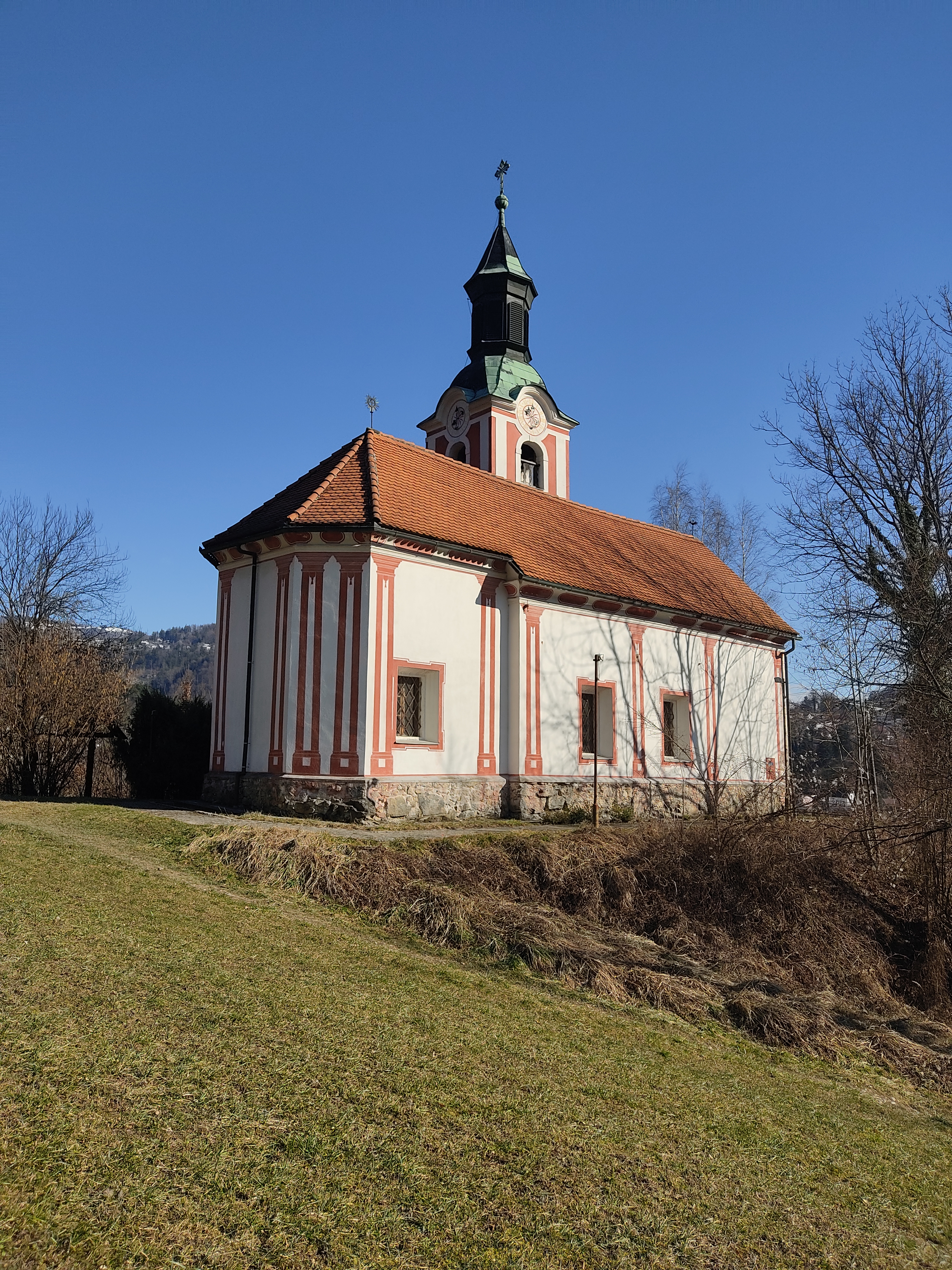
Костел св. Миколая
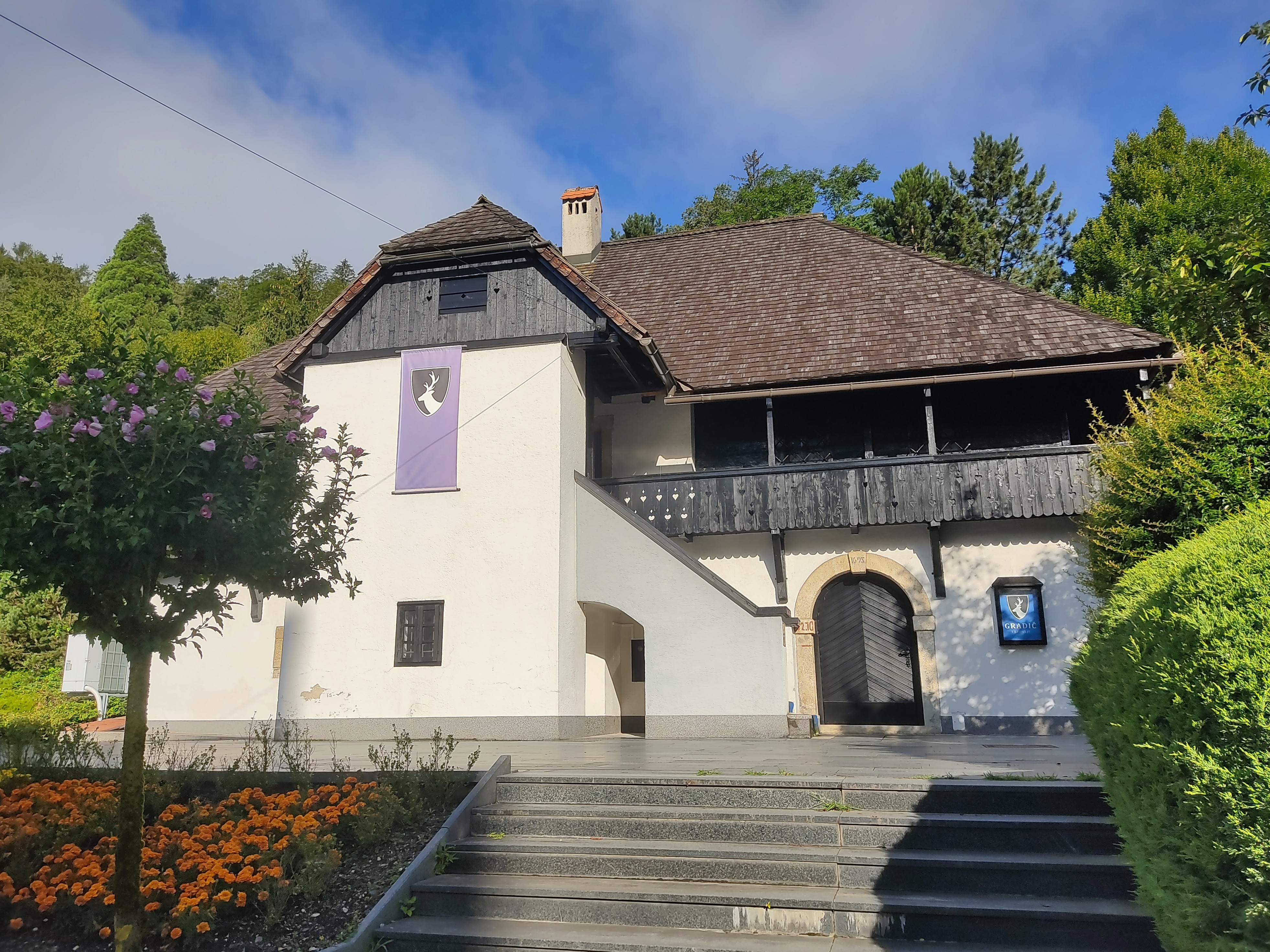
Ловски градич